# Pralong Sawandee
Pralong Sawandee (thailändisch ประลอง สาวันดี, * 4. Juni 1987 in Sisaket) ist ein thailändischer Fußballspieler.

## Karriere
Seinen ersten Vertrag unterschrieb Pralong Sawandee 2008 beim damaligen Drittligisten Sisaket FC. 2008 wurde er mit dem Verein Vizemeister und stieg somit in die zweite Liga auf. Nach einem dritten Platz 2009 stieg der Verein in die erste Liga, der Thai Premier League, auf. 2012 wechselte er zum Zweitligisten Nakhon Ratchasima FC. Mit Korat wurde er 2014 Meister der zweiten Liga. Nach der Saison 2021/22 wurde sein Vertrag nicht verlängert.

## Erfolge
Sisaket FC
- Regional League Division 2: 2008 (Vizemeister)  ▲

Nakhon Ratchasima FC
- Thai Premier League Division 1: 2014  ▲